# Stensele socken
Stensele socken ligger i Lappland, ingår sedan 1971 i Storumans kommun och motsvarar från 2016 Stensele distrikt.
Socknens areal är 4 454,70 kvadratkilometer, varav 4 009,70 land. År 2000 fanns här 5 412 invånare.  Tätorten Storuman, småorten Gunnarn samt tätorten och kyrkbyn Stensele med sockenkyrkan Stensele kyrka ligger i socknen. 

## Administrativ historik
Stensele församling bildades 1815 som kapellförsamling i Lycksele församling, och blev 1822 en självständig församling och Stensele socken bildades, dit även Tärna kapellförsamling kom att höra.
När 1862 års kommunreform genomfördes i Lappland 1874/1875 övergick socknens ansvar för de kyrkliga frågorna till Stensele församling och för de borgerliga Stensele landskommun. Ur landskommunen utbröts 1 maj 1903 Tärna landskommun och ur församlingen Tärna församling. Landskommunen uppgick 1971 i Storumans kommun.
1 januari 2016 inrättades distriktet Stensele, med samma omfattning som församlingen hade 1999/2000.
Socknen har tillhört fögderier, tingslag och domsagor enligt vad som beskrivs i artikeln Lappland.

## Geografi
Stensele socken ligger kring Umeälven och sjön Storuman. Socknen är en sjörik, starkt kuperad skogsbygd med höjder som i Norra Gardfjället i väster når 1 259 meter över havet.

## Fornlämningar
Omkring 220 fångstgropar har påträffats.

## Namnet
Namnet kommer från kyrkbyn med förleden sten och efterleden sel, 'lugnvatten' syftande på en sträcka av Umeälvens vid byn.

## Befolkningsutveckling
| Befolkningsutvecklingen i Stensele socken 1820–1990 | Befolkningsutvecklingen i Stensele socken 1820–1990 | Befolkningsutvecklingen i Stensele socken 1820–1990 | Befolkningsutvecklingen i Stensele socken 1820–1990 | Befolkningsutvecklingen i Stensele socken 1820–1990 |
| --- | --------------------------------------------------- | --------------------------------------------------- | --------------------------------------------------- | --------------------------------------------------- |
| |                                                     |                                                     |                                                     |                                                     |
| År |                                                     |                                                     | Folkmängd                                           |                                                     |
| 1820 | 1820                                                |                                                     | 466                                                 |                                                     |
| 1830 | 1830                                                |                                                     | 766                                                 |                                                     |
| 1840 | 1840                                                |                                                     | 1 066                                               |                                                     |
| 1850 | 1850                                                |                                                     | 1 435                                               |                                                     |
| 1860 | 1860                                                |                                                     | 1 817                                               |                                                     |
| 1870 | 1870                                                |                                                     | 2 167                                               |                                                     |
| 1880 | 1880                                                |                                                     | 2 827                                               |                                                     |
| 1890 | 1890                                                |                                                     | 3 368                                               |                                                     |
| 1900 | 1900                                                |                                                     | 4 119                                               |                                                     |
| 1910 | 1910                                                |                                                     | 3 576                                               |                                                     |
| 1920 | 1920                                                |                                                     | 4 675                                               |                                                     |
| 1930 | 1930                                                |                                                     | 6 219                                               |                                                     |
| 1940 | 1940                                                |                                                     | 6 753                                               |                                                     |
| 1950 | 1950                                                |                                                     | 7 120                                               |                                                     |
| 1960 | 1960                                                |                                                     | 8 336                                               |                                                     |
| 1970 | 1970                                                |                                                     | 6 802                                               |                                                     |
| 1980 | 1980                                                |                                                     | 6 418                                               |                                                     |
| 1990 | 1990                                                |                                                     | 5 980                                               |                                                     |
| Anm: Tabellen inkluderar Tärna kapell fram till 1900. Källor: Umeå universitet - Tabellverket 1749-1859, Demografiska databasen, CEDAR, Umeå universitet. |                                                     |                                                     |                                                     |                                                     |